# Giacomo Stefaneschi
Giacomo Stefaneschi (né v. 1260 à Rome - mort le 23 juin 1343 à Avignon) était un homme d'Église italien du Moyen Âge, petit-neveu du pape Nicolas III et oncle du cardinal Annibal de Ceccano, qui fut cardinal-diacre au titre de Saint-Georges au Voile d’Or (1295-1343). Il est aussi dénommé Francesco-Giacomo Caetani Stefaneschi ou Jacopo Gaetano Stefaneschi, en Italie, et Jacques Cajétan, en France.

## Biographie
Natif de Rome, il commença ses études dans cette ville et les poursuivit à Paris et à Bologne. Nommé auditeur de la Sainte-Rote en 1291, il fut fait cardinal-diacre au titre de Saint-Georges au Voile d’Or, par Boniface VIII, lors du consistoire du 17 décembre 1295.

### Mécène à Rome
Dès sa nomination, le cardinal fit réaliser par Pietro Cavallini (1259-1330) une fresque dans l’abside de la basilique romaine dont il était devenu le titulaire, l'église San Giorgio in Velabro. 
Quant au Triptyque Stefaneschi, c'est une œuvre de Giotto et de son atelier peint vers 1320. Prévu initialement pour être placé dans la basilique de Saint-Pierre du Vatican, ce triptyque est maintenant conservé dans la Pinacothèque vaticane (inv. 40120). 
Commanditée par le cardinal Stefaneschi, le triptyque est peint sur les deux côtés, afin d'être vu non seulement par les fidèles, mais aussi par les prélats. Les scènes choisies traitent essentiellement des apôtres Pierre et Paul. Mais sont aussi représentés saint Georges et le pape Célestin V, en habit monastique, par saint Sylvestre, saint Jacques le Majeur, saint André, saint Jean l'Évangéliste  et saint Étienne. Au centre, trône le Christ entouré d'anges, le cardinal à ses pieds. Dans le même temps, toujours sur ordre du cardinal Stefaneschi, Giotto a fait un cycle de fresques dans la  nef conduisant à l'abside. 

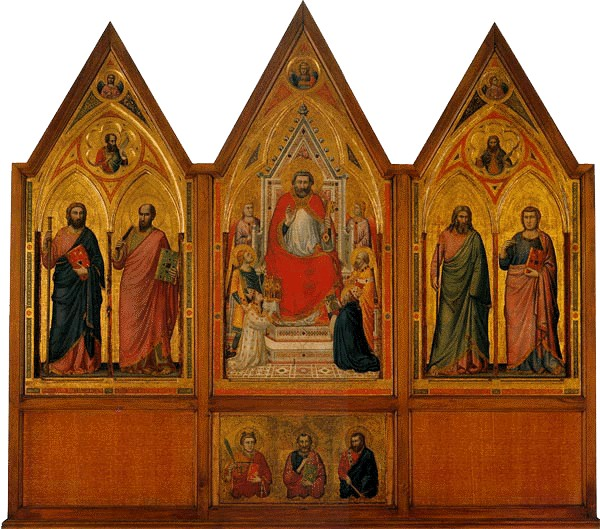
Verso
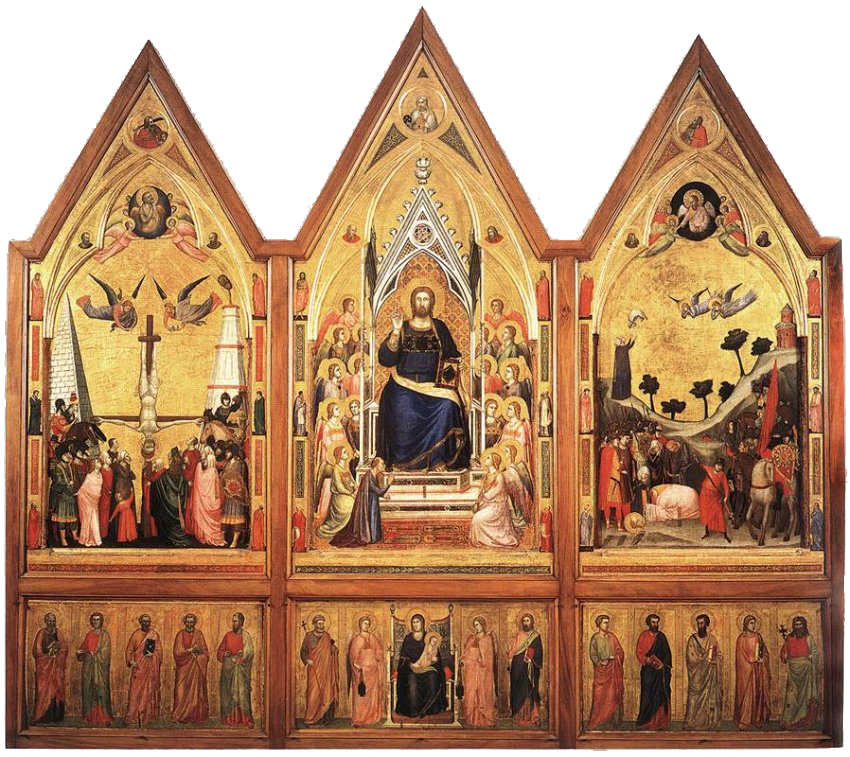
Recto

### Mécène à Avignon

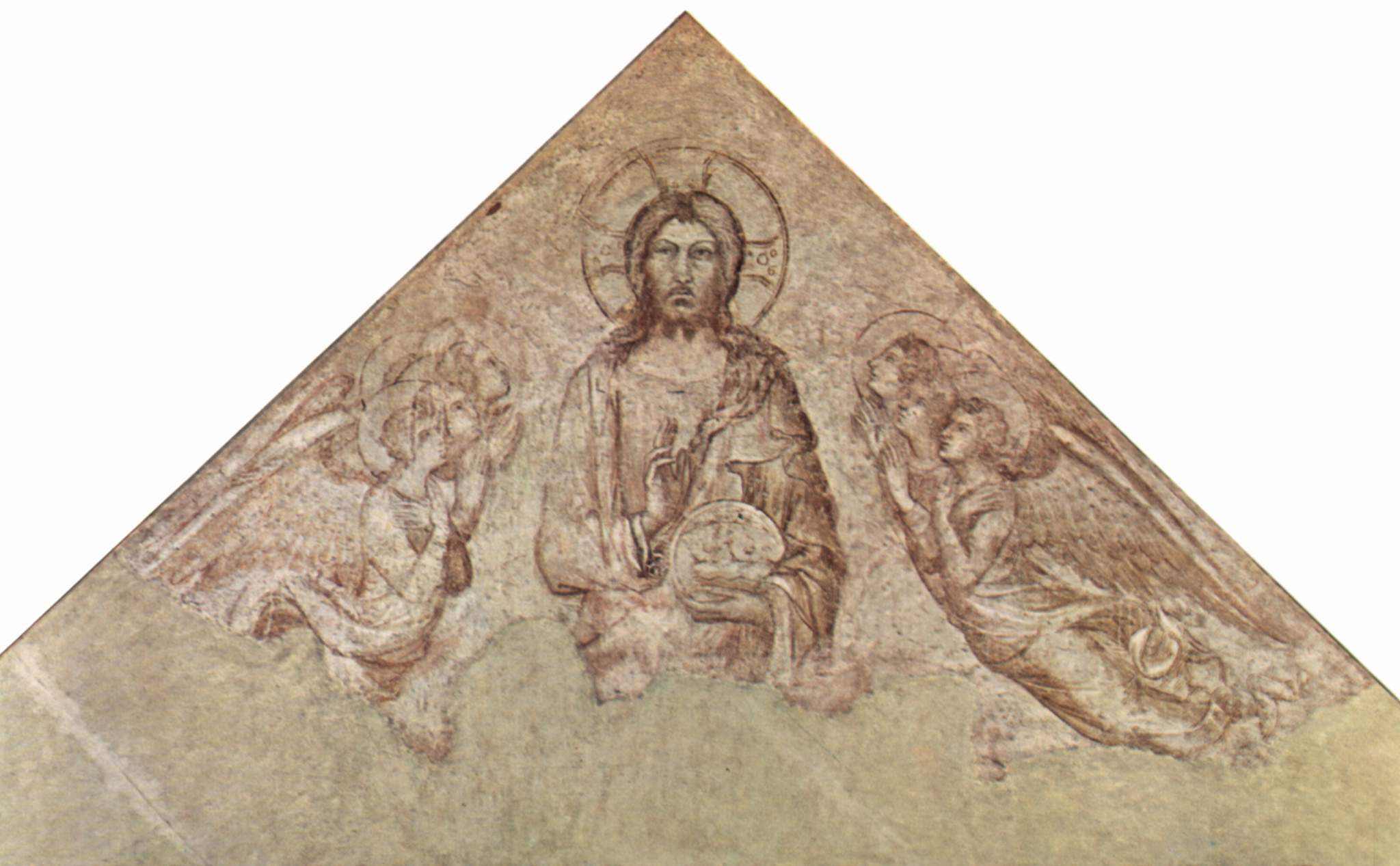
Sinopia du Christ bénissant (porche de Notre-Dame des Doms)
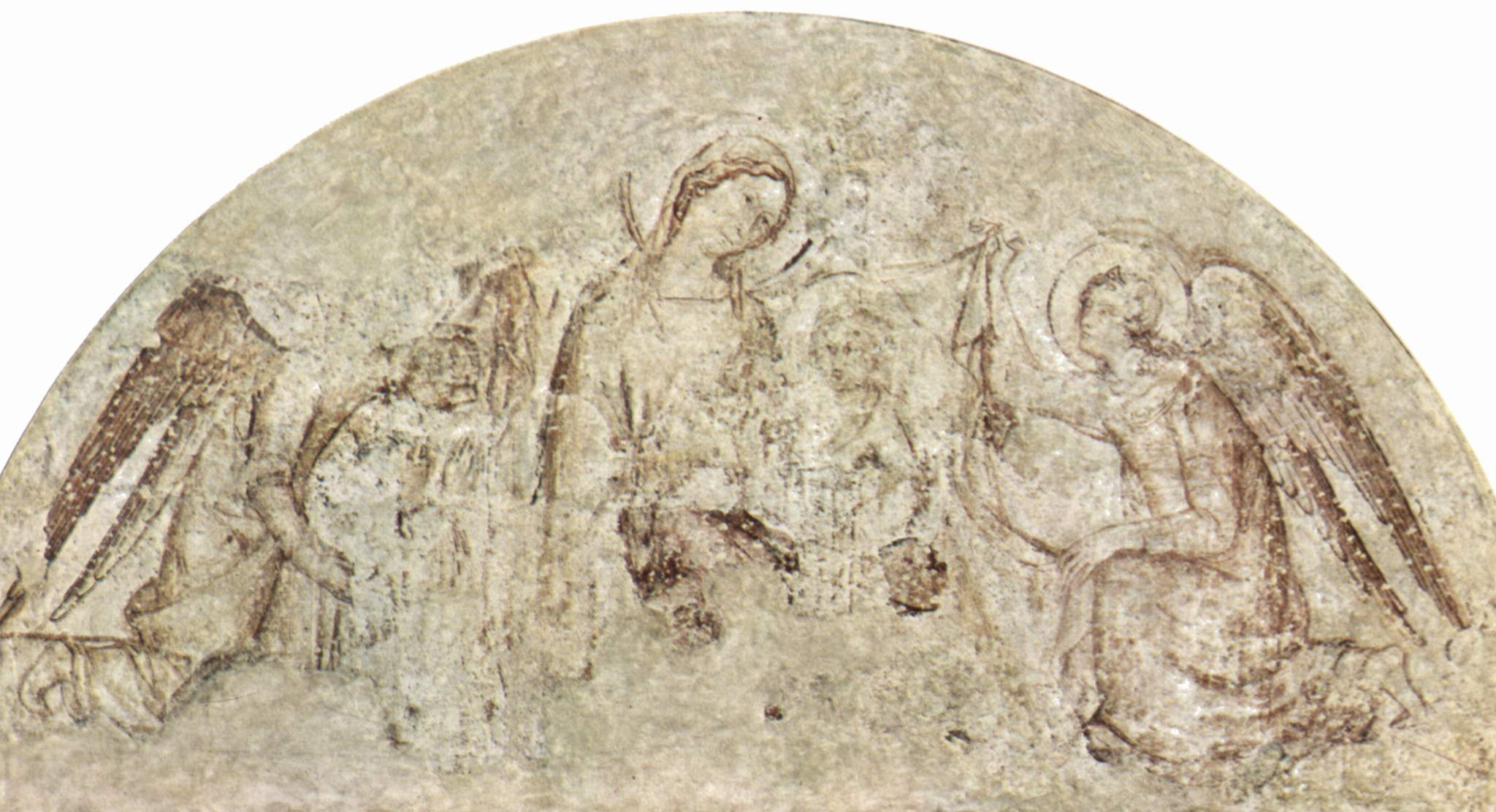
Sinopia de la Vierge à l'enfant (porche de Notre-Dame des Doms)

Mécène éclairé, sous le pontificat de Benoît XII, il fit venir Simone Martini pour décorer le nouveau palais des papes d’Avignon. 
Le cardinal de Saint-Georges en profita pour lui présenter Pétrarque et lui passer commande des fresques du porche de la cathédrale Notre-Dame des Doms. Simone Martini les commença dès 1336. Elles furent achevées avant la mort du commanditaire. 

### Sa Livrée avignonnaise
À la suite de Clément V, à la fin avril 1309, il s’installa au couvent des dominicains d’Avignon. Puis, il suivit la Cour pontificale dans ses pérégrinations à Carpentras, Monteux et Malaucène. Ce fut à partir de 1316, qu'il s'installa dans la Livrée de Naples, où il résida jusqu'à sa mort. 
Le cardinal Stefaneschi mourut à Avignon le 23 juin 1343 et, à sa demande, fut inhumé dans la basilique Saint-Pierre de Rome.